# 케이이엠텍
KEM텍 주식회사는 대한민국의 카메라 부품 기업이다.

## 역사
KEM텍은 2001년 3월 하이소닉이라는 법인으로 설립되어, 2010년 2월 9일부로 코스닥 시장에 상장하였다.
2024년 12월 26일 상장 예정으로 229억원 규모의 주주배정 유상증자를 하였다.
2025년, 하이소닉에서 현재의 사명으로 변경하였다.